# Banco de Namibia
El Banco de Namibia es el banco central de la República de Namibia, cuya creación está contemplada en el artículo 128 de la vigente Constitución de Namibia. El Banco de Namibia fue creado en 1990 por la ley Bank of Namibia Act, de 1990 (ley 8/1990) y tiene su sede en la capital del país, Windhoek. El Banco de Namibia es la única institución responsable de la emisión de moneda, el dólar namibio, de acuerdo con la ley. Su dirección recae en el gobernador del Banco de Namibia.

## Gobernadores
Los Gobernadores hasta la fecha han sido:
- W.L. Bernard (16 de junio de 1990 hasta el 31 de agosto de 1991)
- Erik Karlsson (1 de septiembre de 1991 hasta el 31 de diciembre de 1993)
- J. Ahmad (1 de enero de 1994 hasta el 31 de diciembre de 1996)
- Tom Alweendo (1 de enero de 1997 hasta el 25 de marzo de 2010)[3]
- Ipumbu Shiimi (desde el 25 de marzo de 2010)[4]

El banco está comprometido en políticas para promover inclusión financiera y es un miembro de la Alianza para Inclusión financiera. El 5 de marzo de 2012, el Banco de Namibia firmó compromisos concretos de inclusión financiera bajo la Maya Declaration.